# 신포시 (1361년)
신포시(申包翅, 1361년 ~ 1432년)는 여말선초의 문신이다. 본관은 고령(高靈), 자는 수덕(樹德), 호는 호촌(壺村)이다.
문충공 신숙주(申叔舟)의 조부로서 포은 정몽주와 척약재 김구용의 문하에서 공부하였다.
우왕 9년(1383) 문과에 급제하였으나 고려가 망하자 부친 신덕린과 장인 김충한을 모시고 두문동에 은거하였다가 남원으로 내려갔다. 조선 세종은 부왕 태종과 함께 문과에 급제한 그의 재능을 인정하여 벼슬을 권하였으나, 남원에서 제자 양성에 힘썼다. 계속되는 세종의 재촉과 장남 신장의 진언으로 세종 9년(1427년) 통정대부에 올라 판전농을 거쳐 봉상시정에 제수되고, 세종 10년(1428년) 우사간, 세종 12년(1430년) 좌사간을 거쳐 공조참의에 제수되었다.

## 가계
- 조부 : 신사경(申思敬)
  - 부 : 신덕린(申德隣)
  - 모 : 정신호(鄭臣扈)의 딸
    - 부인 : 경주 김씨, 김충한(金忠漢)의 딸
      - 첫째 아들 : 신장(申檣, 1382년 ~ 1433년)
      - 둘째 아들 : 신평(申枰)
      - 셋째 아들 : 신제(申梯)

## 참고 문헌
- 고령신씨대동보
- 세종실록